# 가쿠다 마코토
가쿠다 마코토(일본어: 角田 誠, 1983년 7월 10일 ~ )는 일본의 전 축구 선수이다.

## 구단 경력
그는 2001년부터 2020년까지 J리그의 교토 상가 FC, 나고야 그램퍼스 에이트, 베갈타 센다이, 가와사키 프론탈레, 시미즈 에스펄스, V-파렌 나가사키에서 활동하였다.

## 국가대표팀 경력
그는 2003년 FIFA 세계 청소년 축구 선수권 대회에 참가할 일본 U-20 국가대표팀에 발탁되었으며, 4경기에 출전, 8강 진출에 기여했다.